# Patellapis vumbensis
Patellapis vumbensis är en biart som först beskrevs av Cockerell 1940.  Patellapis vumbensis ingår i släktet Patellapis och familjen vägbin. Inga underarter finns listade i Catalogue of Life.